# Ярос
Ярос , (грец. Γυάρος) — невекий безлюдний острів в Егейському морі, що належить Греції. 
За часів Римської імперії був місцем заслання державних злочинців. 
У «Теорії моральних почуттів» Адам Сміт цитує Епіктет:
Мені заборонено жити і в Римі, — і я не живу в нім. Мені наказано жити на дикому маленькому острові Ярос  — і я живу і залишаюся на нім. Але в моєму будинку на острові Ярос  димить: якщо дим можна перенести, то я залишуся, але якщо він буде нестерпним, то я оберу житло, з якого ні один тиран не в силах мене вигнати.
З 1948 до 1974 рік на острові був концентраційний табір для лівих політичних дисидентів. 

## Географія
Входить до архіпелагу Кіклади. Знаходиться поблизу острову Андрос та Тінос. Острів займає площу близько 23 км², завдовжки 8,5 і шириною 4 км. 